# Anthony C. Thiselton
Anthony Charles Thiselton (Woking, 13 luglio 1937 – 7 febbraio 2023) è stato un presbitero e teologo britannico.

## Biografia
Thiselton ha studiato a Londra al King's College, dove ha conseguito il Bachelor of Divinity e il master in teologia. Nel 1960 è stato ordinato prete anglicano. Nel 1963 è diventato cappellano della Tyndall Hall a Bristol e lettore all'Università di Bristol. Nel 1970 si è trasferito all'Università di Sheffield, diventando lettore di Studi biblici. Nella stessa università ha conseguito il Ph.D. nel 1977 e due anni dopo è stato promosso lettore senior. Dal 1985 al 1988 è stato direttore del St. John's College Nottingham, un'istituzione sita a Brancote nel Nottinghamshire; nel 1988 è stato nominato direttore del St. John's College Durham, un college dell'Università di Durham. Nel 1992 è diventato professore ordinario di Teologia cristiana e direttore del Dipartimento di teologia dell'Università di Nottingham, incarichi che ha mantenuto fino al 2000. Nel 2001 si è trasferito per cinque anni all'Università di Chester come insegnante di teologia cristiana. Nel 2004 ha ricevuto il titolo di Doctor of Divinity dall'Arcivescovo di Canterbury. Nel 2006 è ritornato all'Università di Nottingham, dove ha insegnato fino al suo ritiro definitivo dall'insegnamento avvenuto nel 2011. Nel 2012 l'Università di Chester gli ha conferito il dottorato onorario in teologia e lo ha nominato professore emerito della stessa università.

## Libri pubblicati
- The Two Horizons: New Testament Hermeneutics and Philosophical Description with special reference to Heidegger, Bultmann, Gadamer, and Wittgenstein, Eerdmans, 1980
- Con Roger Lundin e Clarence Walhout (coautori), The Responsibility of Hermeneutics, Eerdmans, 1985
- New Horizons in Hermeneutics: The Theory and Practice of Transforming Biblical Reading, HarperCollins, 1992
- Interpreting God and the Postmodern Self: on meaning, manipulation, and promise, Eerdmans, 1995
- Con Roger Lundin e Clarence Walhout (coautori), The Promise of Hermeneutics, Eerdmans, 1999
- The First Epistle to the Corinthians: A Commentary on the Greek Text, New International Greek Testament Commentary, Eerdmans, 2000
- A Concise Encyclopedia of the Philosophy of Religion, Baker Academic, 2005
- Thiselton on Hermeneutics: Collected Works and New Essays, Eerdmans, 2006
- 1 Corinthians: A Shorter Exegetical and Pastoral Commentary, Eerdmans, 2006
- The Hermeneutics of Doctrine, Eerdmans, 2007
- Hermeneutics: An Introduction, Eerdmans, 2009
- The Living Paul: An Introduction to the Apostle and this Thought, IVP Academic, 2009
- 1 and 2 Thessalonians: Through the Centuries, Wiley-Blackwell, 2011
- Life after Death: a New Approach to the Last Things, Eerdmans, 2011
- The Holy Spirit: In Biblical Teaching Through the Centuries and Today, Eerdmans, 2013
- The Thiselton Companion to Christian Theology Eerdmans, 2015
- Systematic Theology, Eerdmans, 2015
- A Lifetime in the Church and the University, Cascade Books, 2015
- Discovering Romans, Eerdmans, 2016
- A Shorter Guide to the Holy Spirit, Eerdmans, 2016
- Doubt, Faith and Certainty, Eerdmans, 2017
- Approaching Philosophy of Religion, SPCK, London, 2017